# Patrick Tuara
Patrick Tuara, född 23 mars 1993, är en friidrottare från Cooköarna. Han deltog vid olympiska sommarspelen 2012.